# Martín Díaz
Martín Damián Díaz Pena, noto semplicemente come Martín Díaz (Montevideo, 17 marzo 1988), è un ex calciatore uruguaiano, di ruolo difensore.